# 1996 год в компьютерных играх

## Мероприятия
1. 16—18 мая — проведение второй по счёту международной выставки E³.[1]

## Выпуски игр
1. 29 января — выход Duke Nukem 3D — трёхмерного наследника серии двумерных сайдскроллеров серии Duke Nukem (PC).
2. 27 февраля — выходят игры Pokémon Red и Green эксклюзивно для портативной игровой консоли Game Boy, первые в сверхпопулярной серии Pokémon.
3. Март — компания Capcom выпускает Resident Evil, первую игру серии — закрепившую наименование жанра survival horror (PlayStation).
4. Апрель — Square Co. выпускает Radical Dreamers: Nusumenai Hōseki для Satellaview — очередную игру серии Chrono.
5. 22 июня — id Software издаёт первую игру в серии Quake (PC).
6. 23 июня — выпуск Super Mario 64 — первой трёхмерной инкарнации в серии Mario (N64).
7. 25 августа — Namco выпускает вторую часть файтинга Tekken (PlayStation).
8. 31 августа — Bethesda Softworks издаёт компьютерную ролевую игру The Elder Scrolls II: Daggerfall — продолжателя традиций The Elder Scrolls: Arena (PC).
9. 3 сентября — выход на PlayStation игры Crash Bandicoot, одноимённый персонаж которой стал талисманом этой игровой приставки.
10. 27 сентября — 3DO запускает проект Meridian 59, рассматриваемый многими как первая MMORPG.
11. 30 сентября — MechWarrior 2: Mercenaries (PC).
12. Октябрь — выход стратегии Command & Conquer: Red Alert — одной из наиболее популярных игр этой серии (PC).
13. 25 октября — компания Core Design выпускает Tomb Raider (SS) — одну из известнейших игр в жанре TPS, за которой последовало девять полноценных частей и три полнометражные экранизации.
14. 31 октября — выход пошаговой стратегии Lords of the Realm II.
15. 31 октября — выход в США point-and-click квеста The Neverhood (PC). В России игра вышла в ноябре этого же года.
16. 5 ноября — выход классического квеста Broken Sword: The Shadow of the Templars — первой игры в серии Broken Sword.
17. 7 ноября — Microsoft Flight Simulator для Windows 95.
18. 15 ноября — Tomb Raider от Core Design.
19. 30 ноября — выход одной из самых популярных игр направления hack & slash — Diablo (PC).
20. 30 ноября — компания Virgin Interactive выпускает квест Toonstruck[англ.], разработанный компанией Burst Studios (PC, Mac). В главной роли — Кристофер Ллойд.
21. 3 декабря — увидела свет игра Star Wars: Shadows of the Empire (N64, PC) — часть масштабного кросс-медийного проекта LucasArts.
22. NetWalk — игра фирмы Gamos в жанре головоломка.

## Системы
1. Выпуск первой модели тамагочи компанией Bandai.
2. 64-битная консоль Nintendo 64,
3. Game Boy Pocket — компактная версия портативной игровой системы Game Boy.
4. Модем NetLink для игровой приставки Sega Saturn.

## Бизнес
- Февраль — Blizzard Entertainment приобретает группу разработки Condor, переименовывая её в Blizzard North.
- 13 февраля — Atari анонсирует слияние с корпорацией JTS Corp.
- Апрель — компания Centregold, а вместе с ней и Core Design, входят в состав Eidos Interactive.
- Июнь — Джефф Бриггс, Сид Мейер и Брайан Рейнолдс основывают компанию Firaxis Games.
- Июль — GT Interactive покупает Humongous Entertainment.
- 13 ноября — Том Клэнси и корпорация Virtus организуют студию Red Storm Entertainment, прославившуюся сериями Rainbow Six и Ghost Recon.
- Ocean Software Ltd. входит в состав Infogrames Entertainment SA.
- Atari Games переходит во владение Midway Games (подразделение WMS Industries).
- Основание Black Isle Studios — подразделения компании Interplay.
- The 3DO Company приобретает New World Computing.

## Персоналии
1. 15 июля - Том Калинске объявляет, что 1 октября покинет пост президента Sega of America[2] .
2. 8 августа — Джон Ромеро покидает студию id Software и вместе с Томом Холлом основывает свою собственную компанию Ion Storm.
3. 15 августа — Гумпэй Ёкои увольняется из Nintendo и 11 сентября основывает свою компанию Koto.

## Образование
1. Институт DigiPen Institute of Technology получает аккредитацию, становясь первым учебным заведением в мире, готовящим специалистов в области разработки компьютерных игр.